# Neuwiller-lès-Saverne
Neuwiller-lès-Saverne – miejscowość i gmina we Francji, w regionie Grand Est, w departamencie Dolny Ren.
Według danych na rok 1990 gminę zamieszkiwało 1166 osób, 37 os./km².